# قنبلة فراغية

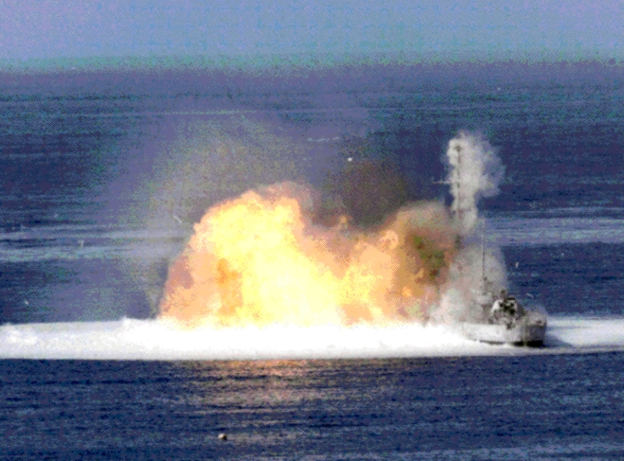
انفجار بقنبلة فراغية

القنبلة الفراغية (بالإنجليزية: Thermobaric weapon)‏ هي قنبلة تستخدم الأكسجين المحيط بها لتوليد انفجار قوي ذي حرارة عالية، وتُنتج موجة انفجار ذات أمد طويل مقارنة بالمتفجرات التقليدية. تصنّع كل من القوتين العظمتين هذا النوع من القنابل وتطلق عليه الولايات المتحدة اسم «أم كل القنابل» بينما تطلق عليه روسيا − نكاية بالولايات المتحدة − اسم «أبو كل القنابل».

## تقنية القنبلة
القنبلة الحرارية الضغطية (بالإنجليزية: Thermobaric)‏ لكونها تحتوي على ذخيرة من وقود صلب يحترق متسامياً بسرعة فائقة متحولاً إلى غاز أو رذاذ ملتهب يتفجر صاعدا إلى الأعلى مسبباً تخلخلاً هائلاً في الضغط في موقع الانفجار. وسميت أيضاً بالقنبلة الفراغية لما تولده من ضغط سلبي (تفريغ) في موقع الانفجار يدوم لبعض أجزاء من الثانية، والحق أن هذه القضية تسبب تفريغاً في البداية يعقبه هجوم للضغط الجوي من جميع الجهات لتعويض الضغط السلبي الناجم عن الانفجار مما يؤدي إلى تدمير مضاعف بالمنطقة المحيطة بالهدف.
وعلى عكس القنابل التقليدية، التي تؤدي بسبب تعاظم الضغط الانفجاري الإيجابي في منطقة الهدف إلى تدمير السطوح والمواقع المواجهة للقنبلة فقط من دون تأثير يذكر على الجزء الخلفي من الهدف، تعمل القنبلة الفراغية على تدمير الهدف من جميع الجهات وليس فقط من الجهة المقابلة للقنبلة. والسؤال هو: ما الداعي إلى استخدام هذا النوع من القنابل؟
في مقالة نشرتها (منظمة الأمن الكوني العسكرية) على موقعها في الإنترنت أشارت إلى أن الأهداف تحت الأرضية كالمخابئ والمخازن والأنفاق التي لا تصل إليها الأعتدة التقليدية غير القادرة على اختراق مثل هذه التحصينات، يمكن استهدافها بالقنبلة الفراغية ولا سيما في مداخل الأنفاق أو مخارجها فتؤدي الي انفجارات ثانوية داخل النفق بسبب عاملي التفريغ والتعويض السريعين في ضغط الهواء، مما يؤدي إلى تدمير البنية الهيكلية للنفق وما يحتوية من مخازن أو غرف قيادة، مهما كان شكل النفق أو عدد طبقاته، وما يمكن أن يحتويه الأجهزة والمعدات والأحياء، كما أن توقف الأداء التكتيكي لبنية النفق أو التكوين تحت الأرض بعد التفجير الفراغي يطلق عليه بلغة العسكر القتل الوظيفي (بالإنجليزية:  Functional Kill)‏ ويكون القتل الوظيفي دائمياً تماماً كالقتل الهيكلي (بالإنجليزية:  Structural Kill)‏ الذي يتحقق بالتفجيرات التقليدية، اعتماداً على دور المنشأة الحربي ومستوى التدمير الحاصل فيها.
من بين القنابل المعروفة عند العسكريين والمختصين قنبلة بي إل يو-109 أو قنبلة بي إل يو-188 أو قنبلة بي إل يو-188 بي حيث تعد أمريكا من مصنعي هذه القنابل الفراغية وباعتها لعدة دول في أوروبا والشرق الأوسط.

## تأثير القنبلة الفراغية على البشر
يؤدي انفجار القنبلة الفراغية إلى توليد حرارة عالية وضغط إيجابي سريع من استهلاك الأكسجين داخل المنطقة المحصورة كالكهف أو النفق. وإذا نجا الأحياء داخل هذه المواقع من انهيار النفق ومحتوياته فإنهم سيلاقون الهلاك بسبب فرق الضغطين المتولدين، أو مخنوقين بسبب استهلاك الأكسجين، وربما بسبب هذه العوامل مجتمعة.